# Syma
Syma é um género de ave da família Alcedinidae.
Este género contém as seguintes espécies:
- Syma megarhyncha, martim-caçador-serrano
- Syma torotoro, martim-caçador-torotoro